# وادي أران
فال داران أو Val d'Aran أو وادي أران أو Valle de Aran هو كيان إداري داخل الحدود الإدارية الإقليمية لإقليم كاتالونيا ذاتي الحكم، وهو يتألف من وادٍ مساحته 620.47 كم2 (239.56 ميل2) في جبال البيرينيه Pyrenees mountains في الجزء الشمالي الشرقي من محافظة ييدا Lleida.
إن موقع هذه المنطقة مهم جدا لإسبانيا وكاتالونيا؛ حيث تتاخم إسبانيا جبال البيرينيه في منطقتين، أحدهما هي وادي آران، والأخرى هي وادي كارلوس Valcarlos أو لوزياد وهي في شمالي البيرينيه، تكمن أهمية المنطقة في وجود جميع الأنهار الكاتالونية فيه، والتي تصب في المحيط الأطلنطي وهو السبب الذي يجعل المنطقة متميزة بالمناخ الأطلسي بالرغم من وقوع المنطقة في مناخ متوسطي.
نهر Garonne –وهو نهر يمتد من شمال إسبانيا إلى جنوب غرب فرنسا ويصب في الأطلسي طوله حوالي 602 كم- يتدفق عبر وادي أران من منبعه في منطقة قرب جبل Port de la Bonaigua الواقع في سلسلة جبال البيرينيه في كاتالونيا، حيث يخترق الحدود الفرنسية ومنها يشق طريقه ليصب في المحيط الأطلسي.
ونهر Naguera Pallaresa مصدره يبعد 100 متر من مصدر نهر Garonne ولكنه يصب بعكس اتجاه غارون نحو البحر المتوسط.
حدود أران هي فرنسا من الشمال، ومحافظة Alta ribagoca الكاتالونية من الجنوب، ومحافظة Pallars sobria شرقا، وإقليم أراغون من الغرب، وعاصمة وادي أران هي Vielha، وهي تقع في جنوب غرب الوادي، ويقدر عدد سكان الوادي بـ 9991 نسمة أغلبيتهم يتكلمون الإسبانية القشتالية كلغة أصلية بنسبة 38.78%، ويأتي في الترتيب الثاني اللغة الآرانية المحلية بنسبة 34.19%، ثم الكاتالانية بنسبة 19.45%، وهناك 7.56% يتحدثون لغات محلية أصلية مختلفة.

## التاريخ
في عام 1313م منح الملك الأراغوني جيمس الثاني حكما إداريا وسياسيا ذاتيا لوادي أران، صيغ ذلك في وثيقة أو مخطوطة كتبت باللاتينية تسمى Querimonia ، وهي توضح الوضع القانوني لمنطقة آران، على أن يكون تفويض السلطة يعود إلى الآرانيين الذين تعهدوا بالولاء إلى جيمس الثاني أثناء في الخلاف الذي حصل مع ممالك فرنسا ومايوركا، ولكن هذا الوضع انتهى عام 1834 عندما اندمج الوادي في محافظة Lerida في سياق إنشاء دولة ليبرالية.
في 19 أكتوبر 1944 غزت عصابات الحزب الشيوعي الأسباني وادي أران في محاولة لإسقاط الديكتاتورية الإسبانية، وقد تحكموا في عدة قرى حتى 27 أكتوبر 1944 ولكنهم أجبروا على الرجوع إلى فرنسا بعد أن أرسل فرانكو تعزيزات للدفاع عن عاصمة المقاطعة Vielha.
قبل افتتاح نفق Vielha عام 1948 لم يكن للوادي أي اتصال مباشر مع الجهة الجنوبية للجبال أثناء الشتاء.
في عام 1990 استعاد برلمان كاتالونيا استقلال آران، وكذلك إنشاء الأوكيتانية كلغة رسمية، وفي عام 2015 تم زيادة السلطات المؤسسية لأران.

## الاسم واللغة المحلية
جاء اسم آران من الباسكية Haran ويعني الوادي، وهذا يدل على أن الباسكية كانت لغة مؤثرة في الجانب الشرقي من إسبانيا أي إلى جبال البيرينيه قبل أن تتراجع إلى مناطق تأثيرها الحالية،  أما فيما يخص اللغة فإن الآرانية هي الشكل النموذجي للتنوع اللغوي للأوكيتانية.

## الحكومة والاقتصاد
إداريا فإن Aran هو كيان إقليمي فريد يعادل تقريبا (مقاطعة) ولكن مع سلطات إضافية، ويشار إليها بشكل غير رسمي بـ Comarca، وقد تمكنوا من جعل هذا الوضع القانوني رسميا في فبراير 2015 ، وتم تقسيم آران إلى 6 مناطق إدارية تسمى tercons وقد كان هذا التقسيم يعود إلى القرن الخامس عشر،  ومنذ عام 1991 أصبح لآران حكومة ذاتية تسمى المجلس العام ويضم هذا المجلس 13 عضوا موزعين على المناطق الست حسب نسبة السكان وينتخب كل 4 أعوام، والأحزاب الرئيسية في آران هي :
- حزب الوحدة الأراني أو الحزب القومي الأراني : وهو النسخة المحلية من الحزب الاشتراكي الكاتالوني .
- حزب التقارب الديمقراطي الآراني : وهو أيضا النسخة المحلية من حزب التقارب الديمقراطي الكاتالوني .
- حزب يسار الأوكيتانيين الجمهوريين : وقد تم تأسيسه في 2008.
وتعتبر السياحة هي النشاط الاقتصادي الرئيس لوادي آران، ابتداء من التزلج في فصل الشتاء،  إلى البرامج السياحية المتنوعة في فصل الصيف، وكذلك هناك قطاعات أولية أخرى مثل منتجات الغابات، وكذلك تربية الماشية والزراعة، ولكن كل ذلك أصبح أقل أهمية تدريجيا منذ افتتاح منتجعات التزلج على الجليد.